# St. Jakobshalle
De St. Jakobshalle van het Zwitserse Basel is een multifunctioneel hallencomplex dat eigendom is van het kanton Basel-Stadt. Het gebouw werd in 1976 geopend. De St. Jakobshalle ligt in het sportcomplex St. Jakob in Basel, maar achter de kantongrens op het direct aangrenzende grondgebied van de naburige gemeente Münchenstein. De evenementenlocatie is Basel. De architect was Giovanni Panozzo.
Sinds 1975 wordt jaarlijks meestal in oktober hier het ATP-toernooi van Bazel georganiseerd. Maar de hallen waren ook de locatie van onder andere het wereldkampioenschap handbal mannen 1986, het Europees kampioenschap handbal mannen 2006, het wereldkampioenschap curling mannen 2012, wereldkampioenschap curling mannen 2016, het Europese kampioenschappen turnen 2021, het Europese kampioenschappen schermen 2024, de Swiss Darts Trophy 2024 en het Europees kampioenschap handbal vrouwen 2024 en ontvangt in 2025 het Eurovisiesongfestival.
Optredens waren er al van Seal, Tina Turner, Nightwish, Peter Maffay, Whitney Houston, Mötley Crüe, David Garrett, The Kelly Family, Roger McGuinn, Alanis Morissette, Bob Dylan, Suzi Quatro, Uriah Heep, Die Toten Hosen, Rammstein, Anastacia, Joe Cocker, Udo Jürgens, Dire Straits, Meat Loaf, Eros Ramazzotti, a-ha, Alice Cooper, Elton John, Kiss, The Cure, Judas Priest, Tom Petty and the Heartbreakers, Whitesnake, Marilyn Manson, Slash en vele anderen.

## Faciliteiten
De St. Jakobshalle is verdeeld in elf zalen met een totale oppervlakte van 20.000 m², een grote foyer, een "V.I.P. Corner" en een "Business Corner". Dankzij deze structuur met zalen van verschillende grootte kan in de St. Jakobshalle een grote verscheidenheid aan evenementen worden gehouden.
Arena
De arena heeft een oppervlakte van 2.800 m² en biedt plaats aan 12.400 personen. Het organiseert grote evenementen zoals het ATP-toernooi van de Swiss Indoors, de Longines CHI Basel en concerten.
Zaal 1
Hal 1 heeft een capaciteit van 1.400 zitplaatsen. Het kan onder andere worden gebruikt voor algemene vergaderingen, banketten, workshops of mediaconferenties.
Zaal 2
Hal 2 heeft een capaciteit van 2.300 zitplaatsen. Het wordt gebruikt voor grotere galadiners, concerten of algemene vergaderingen.
Zaal 3
Hal 3 wordt gebruikt voor middelgrote sportevenementen, maar ook voor sociale evenementen, waaronder algemene vergaderingen, banketten of soortgelijke bedrijfsevenementen. De zaal heeft een capaciteit van 1.800 zitplaatsen.
Zalen 4 en 5
De twee zalen, elk met een oppervlakte van 324 m², bevinden zich op de begane grond en dienen als extra ruimtes voor grote evenementen. Ze kunnen ook onafhankelijk worden gebruikt. Beide hebben dezelfde infrastructuur, kunnen afzonderlijk of samen worden gehuurd en zijn verbonden door een grote gateway. Hal 4 heeft een capaciteit van 450 zitplaatsen en Hal 5 heeft 600 zitplaatsen.
Foyer
De foyer vormt op twee niveaus de entree en omlijst de hele arena. De foyer is uitgerust met gastroboxen en strekt zich uit over 5.000 m².
Business Corner
De Business Corner dient als ruimte voor exclusieve gasten en heeft eigen gastrostations. Een raam aan de voorkant en een balkon zorgen voor een direct uitzicht op de arena.
V.I.P. Corner
De vipruimte bevindt zich direct boven de Business Corner en is ook uitgerust met een raamfront en een balkon met uitzicht op de arena.